# Thomas Gainsborough
Thomas Gainsborough (ochrz. 14 maja 1727 w Sudbury, zm. 2 sierpnia 1788 w Londynie) – angielski malarz, znany portrecista i pejzażysta.

## Życiorys

### Suffolk
Thomas Gainsborough urodził się jako najmłodszy syn tkacza, Johna Gainsborough, w Sudbury (hrabstwo Suffolk) w Anglii. W wieku trzynastu lat namówił ojca, aby ten pozwolił mu kształcić się w Londynie. W stolicy Gainsborough początkowo trenował pod okiem francuskiego rytownika i malarza, Huberta Gravelota, tworzącego w stylu francuskiego rokoka. Miało to niebagatelny wpływ na rozwinięcie się twórczości przyszłego artysty. Ostatecznie jednak Gainsborough dołączył do Williama Hogartha i jego szkoły. Jednym z jego mentorów był Francis Hayman. W latach 40. Gainsborough poślubił Margaret Burr, nieślubną córkę księcia Beaufort. Prace artysty, wtedy głównie pejzaże, nie sprzedawały się zbyt dobrze. W 1748 Gainsborough powrócił do rodzinnego miasta i skupił się na malowaniu portretów. W 1752 małżeństwo z dwiema córkami przeprowadziło się do Ipswich. Liczba zleceń na portrety zwiększyła się, ale klientela składała się głównie z lokalnych kupców i dziedziców. Gainsborough był zmuszony do pożyczania z renty dożywotniej żony.

### Bath
W 1759 Gainsborough z rodziną przeprowadził się do Bath. Tam badał portrety van Dycka i zaczął przyciągać dobrze płacącą klientelę z wyższych klas. W 1761 zaczął wysyłać swoje prace na wystawę Towarzystwa Sztuki w Londynie (obecnie Królewskie Towarzystwo Sztuki, którego był jednym z pierwszych członków), zaś od 1765 na doroczną wystawę Royal Accademy. Wybierał portrety dobrze znanych i sławetnych klientów, by przyciągnąć uwagę. Te wystawy pomogły mu w zdobyciu reputacji na skalę narodową, dzięki czemu zaproszono go do stania się jednym z założycielskich członków Royal Academy w 1769. Jego stosunki z akademią nie były jednak proste i w 1773 przestał wystawiać tam swoje obrazy.

### Londyn
W 1774 Gainsborough z rodziną przeniósł się do Londynu, by mieszkać w Schomberg House przy ulicy Pall Mall. W 1777 ponownie zaczął wystawiać prace w Royal Academy, w tym portrety współczesnych sław, jak książę i księżna Cumberland. Wystawa jego prac trwała przez następne 6 lat. W 1780 namalował portrety Jerzego III Hanowerskiego oraz królowej. Krótko po tym otrzymał wiele innych królewskich zleceń. Dało mu to możliwość wpływania na Akademię i pozwoliło wybierać sposób, w jaki życzył sobie wystawiać swoje prace. Jednakże w 1783 usunął je z nadchodzącej wystawy i przeniósł do Schomberg House. W 1784 malarz królewski Allan Ramsay zmarł i król był zmuszony do zatrudnienia rywala Gainsborougha, prezesa Akademii – Joshuę Reynoldsa. Gainsborough pozostał jednak ulubionym malarzem dworu. Zmarł na raka 2 sierpnia 1788 w wieku 61 lat. Według swojej woli został pochowany przy kościele pw. św. Anny w Kew, gdzie regularnie brała udział w nabożeństwach rodzina królewska. W ostatnich latach swojego życia Gainsborough często malował stosunkowo proste, zwyczajne pejzaże.

## Twórczość
Gainsborough, wraz z Richardem Wilsonem, był jednym z inicjatorów osiemnastowiecznej brytyjskiej szkoły pejzażystów, choć jednocześnie, jak Joshua Reynolds, był dominującym portrecistą brytyjskim drugiej połowy XVIII wieku. Tworzył bardziej z własnych obserwacji natury niż według założeń formalnych zasad akademickich. Poetycka wrażliwość jego obrazów skłoniła Constable’a do wypowiedzenia się: Patrząc na nie, zauważamy łzy w naszych oczach i nie wiemy, skąd się wzięły. Jedynym znanym asystentem artysty był jego krewny, Gainsborough Dupont. Gainsborough uchodził również za świetnego malarza zwierząt, które często towarzyszyły portretowanym kobietom. Jednymi z bardziej znanych płócien artysty są dzieła: Robert Andrews z żoną Frances Mary (1748), Błękitny chłopiec (ok. 1770), Poranny spacer (1785).

## Wybrane dzieła
| nr  | tytuł                                                       | czas powstania                             | technika i wymiary                 | miejsce przechowywania                        | ilustracja |
| 1.  | Rozmowa w parku                                             | 1745                                       | olej na płótnie, 73 × 68 cm        | Luwr, Paryż                                   |            |
| 2.  | Pejzaż w Suffolk                                            | ok. 1748                                   | olej na płótnie                    | Kunsthistorisches Museum, Wiedeń              |            |
| 3.  | Państwo Andrews                                             | ok. 1750                                   | olej na płótnie, 69,8 × 119,4 cm   | National Gallery, Londyn                      |            |
| 4.  | Córki artysty z kotem                                       | ok. 1760–1761                              | olej na płótnie, 75,6 × 62,9 cm    | National Gallery, Londyn                      |            |
| 5.  | Mery, hrabianka Howe                                        | ok. 1760                                   | olej na płótnie                    | Iveagh Bequest, Kenwood House, Londyn         |            |
| 6.  | Błękitny chłopiec                                           | ok. 1770                                   | olej na płótnie                    | Hunington Art Gallery, San Marino, Kalifornia |            |
| 7.  | Johann Christian Fischer                                    | ok. 1774                                   | olej na płótnie, 229 × 150,8 cm    | Royal Collection, Windsor                     |            |
| 8.  | Portret J. Wilkinsona                                       | 1775                                       | olej na płótnie, 234 × 145 cm      | Gemäldegalerie Berlin                         |            |
| 9.  | Johann Christian Bach                                       | 1776                                       | olej na płótnie                    | Bibliografico Musicale, Museo Civico, Bolonia |            |
| 10. | Dama w błękicie                                             | późne lata 70. – wczesne lata 80. XVIII w. | olej na płótnie, 76 × 64 cm        | Ermitaż, Petersburg                           |            |
| 11. | Portret Grace Dalrymple Elliott                             | 1778                                       | olej na płótnie, 234,3 × 153,7 cm  | Metropolitan Museum of Art, Nowy Jork         |            |
| 12. | Portret Mary Robinson (Perdita)                             | ok. 1781                                   | olej na płótnie, 234 × 153 cm      | Wallace Collection, Londyn                    |            |
| 13. | Poranny spacer (William Hallett z żoną Elizabeth)           | 1785                                       | olej na płótnie, 236,2 × 179,1 cm. | National Gallery, Londyn                      |            |
| 14. | Portret Jerzego III Hanowerskiego w szatach parlamentarnych | 1785                                       | olej na płótnie, 151,5 × 117,5 cm. | Zamek Królewski w Warszawie                   |            |